# Русский размер
«Ру́сский разме́р» — российская музыкальная группа из Санкт-Петербурга.

## История
Датой основания группы считается 1991 год, когда Дмитрий Копотилов и Виктор Бондарюк, оказавшись в Ленинграде, решили вместе записывать и исполнять на концертах свои новые песни. Фактически же совместная творческая деятельность началась раньше: Копотилов в пятнадцать лет начал осваивать бас-гитару, Бондарюк учился игре на барабанах. Повстречавшись однажды на одном из концертов, они стали друзьями и единомышленниками. С 1985 года вместе играли в различных музыкальных коллективах.
Оба основателя группы родились в 1967 году (Копотилов — 7 декабря, Бондарюк — 18 октября) в городе Кустанае. Там же звучали их первые авторские песни. Некоторые из них позже исполнялись группой «Русский размер». Музыкальные коллективы, в которых Копотилов и Бондарюк участвовали до появления «Русского размера»: «Оракул», «Капитан Купер», «Патологоанатомическое отделение» (в последней только Копотилов — клавишные, и Павел Кашин — саксофон).
В период 1991—1994 группа двигалась в поп-направлении. В этот период в составе были гитарист Александр Тюрин и Дмитрий Хиль, участвовали в концертной программе Эдуарда Хиля. Летом 1993 года «Русский размер» выступал на дискотечных вечерах театра «Буфф».
В начале 1993 года директором группы стал Сергей Черных (в будущем режиссёр, продюсер и автор сценария телепередачи «Телекомпакт» на Петербургском ТВ). Он начал свою деятельность с организации большого концерта «Русский Размер собирает друзей», собравшего 13 марта 1993 года под крышей спортивно-концертного комплекса Юбилейный многих звёзд российской сцены.
В 1995 году в результате сотрудничества с саунд-продюсером Вадимом Володиным на московской студии «ZeKo rec.» был издан первый альбом группы «Русский размер» «Ю-А-Ю», хитами которого стали песни «Бэтмен» (более известная как «Ю-А-Ю») и «Звезда разлуки». Анжела Кузнецова, из примкнувшей к «Русскому размеру» танцевальной группы «SOS», стала солисткой коллектива, спев на студии все основные партии женского вокала.
Зимой 1995 года родился проект «Русский Размер и Профессор Лебединский». Совместно были спеты, записаны и изданы в Германии, в альбоме «Ля-ля-фа», ремейки и пародии на известные песни и хиты прошлых лет. С некоторыми изменениями, позже альбом был издан и в России, под названием «Давай-давай». Диджей Дмитрий Нагиев в сотрудничестве с «Русским размером» участвовал в продвижении и создании новых композиций группы. В 1997 году состоялся сольный концерт в БКЗ «Октябрьский», после чего «Русский размер» и А. Лебединский прекратили сотрудничество.
В 1998 году издательство «Союз» выпустило следующую работу группы — «Танцуем?». Женские вокальные партии в этом альбоме спеты Евой Польна. Группа побывала на гастролях в странах Европы, в США, Канаде, Великобритании, Израиле, Турции и т. д. Главными хитами альбома стали песни «Вот так» и «Лети».
В 1999 году песня «Ангел дня» из альбома «650» подняла группу на первую строчку в национальном чарте «Русского радио». В том же году компания «Master Sound» выпустила переиздание альбома с тремя новыми треками альбом — «650.2».
В 2000 году в состав группы вошла солистка Элеонора Маркова (Филимонова).
Издан альбом кавер-версий на песни из советских кинофильмов под названием «Next». В этот альбом вошла записанная совместно с группой «Чиж и К» песня Майка Науменко «Пригородный блюз». Итогом студийной работы двух коллективов стал совместный тур и участие в различных шоу-программах («Музыкальный ринг» и т. д.).
В 2002 году «Русский размер» гастролировал в США и выпустил альбом «Меня колбасит».
В конце 2004 года в Санкт-Петербурге, в Ледовом дворце состоялся концерт «Русский Размер — 13 лет». После этого юбилейного концерта была попытка возродить проект «Русский размер и Профессор Лебединский». Совместно с Лебединским были записаны три новые песни — «Я её хой» с участием Дмитрия Нагиева — русскоязычный кавер песни «O-Zone» «Dragostea Din Tei», «Косолапый мишка» пародия на песню Пьера Нарцисса «Шоколадный заяц» и кавер на песню Игоря Саруханова «День без тебя».
В 2005 году Виктор Бондарюк ушёл из группы. Его сменил Игорь Луценко. Бондарюк создал свою группу — «Размер Project». В её состав также вошла актриса Ирина Темичева.
В 2010 году в издательстве «Квадро Диск» вышел альбом группы «Русский Размер» «!Слушай». На таллинской студии Хиндрека Маасика снят видеоклип на песню «До тебя».

## Состав
- Дмитрий Копотилов — вокал, музыка, тексты, аранжировки (с 1991).
- Игорь Луценко — вокал, аранжировки (с 2005).
- Елена Ефремова — вокал, танцы (с 2022)
- Александр Тользак — звук (с 2006).
- Андрей Савельев—звук (с 2022)

Директор
- Сергей Черных (1993—1995).
- Александр Левин (1996—2001).
- Ирина Ястребова (с 2004).

Бывшие участники
- Виктор Бондарюк — вокал, музыка, тексты, аранжировки (1991—2005).
- Элеонора Филимонова — вокал (2000—2012).
- Александр Борисов — звук (1999—2006).
- Анжела Кузнецова — танцы (в составе танцевальной группы S.O.S), вокал (1994—1995).
- Ева Польна[1] (1997 вокал — студийная запись сессионно).
- Юлия Кошелева — танцы (1998—1999).
- Александр Тюрин — гитара (1991—1994).
- Дмитрий Хиль — клавишные (1993—1994).

## Дискография

### Альбомы
- 1995 — «Ю-А-Ю»
- 1996 — «Ля-Ля-Фа» (с участием профессора Лебединского)
- 1996 — «Давай! Давай!» (с участием профессора Лебединского)
- 1996 — «Мяу»
- 1998 — «Танцуем?»
- 1999 — «650» (выпущен 24.05.1999)
- 1999 — «650.2» (выпущен 06.10.1999)
- 2000 — «Next» (выпущен 12.01.2000)
- 2000 — «БумZ-БумZ» (выпущен 29.06.2000)
- 2001 — «Выход — OUT»
- 2002 — «Меня колбасит»
- 2003 — «Восходящие воздушные потоки»
- 2004 — «Цyzамен»
- 2010 — «!Слушай»
- 2023 — «Ю-А-Ю» (переиздание от Maschina Records с доп.треками)
- 2023 — «Танцуем?» (переиздание Maschina Records с доп.треками)
- 2024 — «650.2» (переиздание Maschina Records с доп.треками)
- 2024 — «БумZ-БумZ» (переиздание Maschina Records с доп.треками)

### Песни, не вошедшие в альбомы
- «Звёздная страна» совместно с Профессором Лебединским (кавер на песню «Маленький принц» из кинофильма «Пассажир с „Экватора“»), 1995.
- «Этот мир» — совместно с Профессором Лебединским (кавер на песню Аллы Пугачёвой), 1995.
- «Новогодняя хороводная» или «Маленькой ёлочке холодно зимой» совместно с Профессором Лебединским (кавер детской песенки), 1996.
- «Глазунья» — совместная с профессором Лебединским пародия на песню «Я не колдунья» группы «Золотое кольцо», 1997.
- «Флюорография 9 на 12» — совместная с профессором Лебединским пародия на песню «Фотография 9 на 12» Ирины Аллегровой, 1997.
- «Наша служба и опасна и трудна…» (кавер на песню из сериала «Следствие ведут „Знатоки“»), 1997.
- «Окрасился месяц багрянцем» — совместный с Жанной Агузаровой кавер народной песни.
- «Welcome to My World» — club-line, релиз которого состоялся за рубежом под проектом «Agent C», 2004.
- «Наш президент, останется с нами» — песня А. Репникова («Отпетые мошенники»), 2008.
- «Тёмная ночь» — ремейк песни Марка Бернеса, 2010.

## Награды
- В 2003 году группа «Русский размер» получила приз на радиостанции Динамит FM «Бомба Года».
- В ноябре 2011 года клип на композицию «До тебя» с альбома «!Слушай» занял первое место в хит-параде «ДиВерсия» на телеканале RU.TV[2].
- По словам Дмитрия Копотилова, группа «Русский Размер» является авторами кричалки для аудитории «Давай-давай!»[3]:

Среди прочего было такое достижение: в 1994 году мы работали в Петербурге перед Army of Lovers, стали кричать со сцены: «Давай-давай!» — и это превратилось в очень модную клубную кричалку. Раньше так никто не делал — все, как Титомир, кричали: «Камон!»